# Частота среза

Пример ЛАЧХ фильтра Баттерворта 1-го порядка с отмеченной частотой среза −3 дБ.

Верхняя и нижняя частоты среза некоторого полосового фильтра.

Частота́ сре́за (частота отсе́чки) {\displaystyle f_{c}} — частота полосы пропускания на которой мощность выходного сигнала затухает (уменьшается) в два раза или иного указанного значения от мощности входного гармонического измерительного сигнала. Является характеристикой четырёхполюсника, который может быть участком электрической цепи или элементом электрической цепи (чаще всего, фильтра). Частота (-ы) среза определяют полосу пропускания четырёхполюсника.
Амплитудно-частотная характеристика на частоте среза имеет спад до уровня {\displaystyle -\log _{10}2} (приблизительно −3 дБ) относительно уровня в полосе пропускания.

## Пример вычисления частоты среза и коэффициента передачи на частоте среза фильтра нижних частот 1-го порядка
Фильтр нижних частот (ФНЧ) 1-го порядка имеет комплексную передаточную функцию {\displaystyle H(s)} вида:
{\displaystyle H(s)={\frac {1}{1+\alpha s}},}
где {\displaystyle s} — комплексная переменная преобразования Лапласа;
{\displaystyle \alpha } — параметр фильтра, константа.
В случае подачи на вход фильтра гармонического сигнала с частотой {\displaystyle \omega } в установившемся режиме комплексная передаточная функция имеет вид:
{\displaystyle H(j\omega )={\frac {1}{1+\alpha j\omega }},}
где буквой {\displaystyle j} обозначена мнимая единица;
{\displaystyle \omega } — угловая частота.
Эта функция имеет единственный полюс (частота, при которой знаменатель дроби обращается в 0) на частоте {\displaystyle \omega _{c}=2\pi f_{c}=1/{\alpha },} {\displaystyle f_{c}} — частота среза.
Модуль коэффициента передачи этого ФНЧ в зависимости от частоты (эту функцию принято называть амплитудно-частотной характеристикой) имеет вид:
{\displaystyle \left|H(j\omega )\right|=\left|{\frac {1}{1+\alpha j\omega }}\right|={\sqrt {\frac {1}{1+\alpha ^{2}\omega ^{2}}}}.}
Модуль коэффициента передачи на частоте полюса:
{\displaystyle \left|H(j\omega _{\mathrm {c} })\right|={\sqrt {\frac {1}{1+\alpha ^{2}\omega _{\mathrm {c} }^{2}}}}={\frac {1}{\sqrt {2}}}.}
То есть, на частоте полюса коэффициент передачи уменьшается в {\displaystyle {\sqrt {2}}.} В рассмотренном примере частота среза равна частоте полюса.